# Ali Gabr
Ali Gabr (en árabe علي جبر مسعد; Alejandría, Egipto, 10 de enero de 1989) es un futbolista egipcio que juega como defensa en el Pyramids F. C. de la Premier League de Egipto. También es internacional con la selección de fútbol de Egipto, con la cual ha disputado una Copa Africana de Naciones y una Copa Mundial de Fútbol.

## Trayectoria
El 6 de agosto de 2009, Gabr debutó profesionalmente con el Ismaily, durante un partido por la Premier League de Egipto frente a El Mansoura. Gabr jugó todo el encuentro como defensa central y el partido culminó 2-2. Sin embargo no fue convocado hasta después de 27 partidos oficiales de su club. En mayo de 2010 jugaría su segundo encuentro en la victoria por 2-1 sobre el Asyut Petroleum. Tuvo nula actividad con el club que lo hizo debutar ya que en casi tres años en el club solo disputó tres partidos, en parte gracias a la Tragedia de Puerto Saíd que terminó suspendiendo la temporada 2011/12.
En 2013 pasa a formar parte del Al-Ittihad Alexandria donde gozaría de más participación llegando a jugar 29 encuentros entre febrero de 2013 y junio de 2014, mes en el que firmaría por el Zamalek. A partir de entonces su carrera iría en ascenso hasta el punto de convertirse en un elemento fijo en la zaga del conjunto egipcio, hecho que le valió su primera convocatoria a la selección de fútbol de Egipto.
El 5 de abril de 2015, marcó su primer gol como profesional frente al Rayon Sports de Ruanda por la primera ronda de la Copa Confederación de la CAF 2015. De cabeza, Gabr marcó el segundo tanto del encuentro que culminó 3-0 a favor del Zamalek. En dicho torneo llegaron a las semifinales perdiendo la llave frente al Étoile du Sahel de Túnez. En su primera temporada en el Zamalek, se consagró campeón de la Liga Premier de Egipto 2014-15 y de la Copa de Egipto.
En la siguiente campaña conquistan nuevamente la Copa de Egipto y a inicios de 2017, la Supercopa de Egipto. En total jugó 143 partidos y anotó cinco goles con el Zamalek, hasta que cambió de aires.

### West Bromwich Albion
El 29 de enero de 2018 y con una Copa Africana de Naciones disputada con su selección, Gabr se convierte en nuevo jugador del West Bromwich Albion de la Premier League de Inglaterra, llegando a modo de préstamo por €500,000, con una opción de compra de €2.5 millones al final de la temporada.
No llegó a disputar ningún encuentro oficial con el West Brom pese a que en la temporada 2017/18 estuvo en banca en dos partidos de liga y uno de FA Cup. Sin embargo, sí llegó a disputar dos encuentros con el equipo sub-23. Finalizada la campaña, West Bromwich descendió a segunda división.

### Regreso a Egipto
West Bromwich decidió no comprar a Gabr, razón por la cual el central egipcio regresa al Zamalek una vez su préstamo culminó el 30 de junio de 2018; sin embargo el presidente de su club, Mortada Mansour, anunció que Gabr partiría al Pyramids, renovado club también de la primera división egipcia, que en la última temporada jugaba bajo el nombre de El Assiouty Sport.
El 9 de julio, Gabr pasa a formar parte oficialmente de su nuevo club, Pyramids.

## Selección nacional
Gabr forma parte de la selección de fútbol de Egipto, con la cual ha disputado 39 encuentros y ha anotado un gol. Recibió su primera convocatoria el 4 de junio de 2014 para el amistoso contra Jamaica cuando Shawky Gharib entrenaba a la selección y debutó el 15 de noviembre de ese mismo año en un partido contra Senegal válido por la clasificación para la Copa Africana de Naciones de 2015. En ese encuentro, Gabr jugó los 90 minutos y Egipto perdió 1-0 en el Estadio Internacional de El Cairo.
Anotó su primer gol con Egipto el 29 de enero de 2016, en un amistoso contra Libia que ganaron 2-0, abriendo el marcador de cabeza. Junto a Ahmed Hegazy, conformó la dupla titular en la zaga central de Egipto para la Copa Africana de Naciones 2017, torneo en el que llegaron a la final perdiendo ante Camerún.
En mayo de 2018, Gabr fue incluido en la nómina preliminar de Egipto para la Copa Mundial de Fútbol de 2018 y a inicios de junio entró en la convocatoria final de 23, recibiendo el dorsal n.º 2. Fue titular en el centro de la defensa de Egipto junto a Hegazy, sin embargo Egipto perdió los tres partidos ante Uruguay, Rusia y Arabia Saudita, quedando eliminado en fase de grupos.

### Participaciones en Copas del Mundo
| Mundial                        | Sede  | Resultado    | Partidos | Goles |
| ------------------------------ | ----- | ------------ | -------- | ----- |
| Copa Mundial de Fútbol de 2018 | Rusia | Primera fase | 3        | 0     |

### Participación en Copa Africana de Naciones
| Torneo                         | Sede            | Resultado        | Partidos | Goles |
| ------------------------------ | --------------- | ---------------- | -------- | ----- |
| Copa Africana de Naciones 2017 | Gabón           | Subcampeón       | 6        | 0     |
| Copa Africana de Naciones 2023 | Costa de Marfil | Octavos de final | 0        | 0     |

## Clubes y estadísticas
Actualizado el 16 de agosto de 2020.
| Ismaily · Egipto | 2009/10          | 1ª               | 2   | 0 | 0  | 0 | 0  | 0 | 2   | 0  |
| Ismaily · Egipto | 2010/11          | 1ª               | 1   | 0 | 0  | 0 | 0  | 0 | 1   | 0  |
| Ismaily · Egipto | 2011/12          | 1ª               | 0   | 0 | 0  | 0 | —  | — | 0   | 0  |
| Ismaily · Egipto | Total club       | Total club       | 3   | 0 | 0  | 0 | 0  | 0 | 3   | 0  |
| Al-Ittihad Alexandria · Egipto | 2012/13          | 1ª               | 13  | 0 | 2  | 0 | —  | — | 15  | 0  |
| Al-Ittihad Alexandria · Egipto | 2013/14          | 1ª               | 14  | 0 | 0  | 0 | —  | — | 14  | 0  |
| Al-Ittihad Alexandria · Egipto | Total club       | Total club       | 27  | 0 | 2  | 0 | 0  | 0 | 29  | 0  |
| Zamalek · Egipto | 2014/15          | 1ª               | 33  | 1 | 5  | 0 | 13 | 1 | 51  | 2  |
| Zamalek · Egipto | 2015/16          | 1ª               | 26  | 0 | 5  | 1 | 9  | 0 | 40  | 1  |
| Zamalek · Egipto | 2016/17          | 1ª               | 25  | 2 | 4  | 0 | 11 | 0 | 40  | 2  |
| Zamalek · Egipto | 2017/18          | 1ª               | 15  | 0 | 0  | 0 | 0  | 0 | 15  | 0  |
| Zamalek · Egipto | Total club       | Total club       | 99  | 3 | 14 | 1 | 33 | 1 | 146 | 5  |
| West Bromwich Albion Inglaterra | 2017/18          | 1ª               | 0   | 0 | 0  | 0 | —  | — | 0   | 0  |
| West Bromwich Albion Inglaterra | Total club       | Total club       | 0   | 0 | 0  | 0 | 0  | 0 | 0   | 0  |
| Pyramids · Egipto | 2018/19          | 1ª               | 27  | 3 | 4  | 0 | —  | — | 31  | 3  |
| Pyramids · Egipto | 2019/20          | 1ª               | 13  | 1 | 1  | 0 | 10 | 1 | 24  | 2  |
| Pyramids · Egipto | Total club       | Total club       | 40  | 4 | 5  | 0 | 10 | 1 | 55  | 5  |
| Total en carrera | Total en carrera | Total en carrera | 168 | 7 | 21 | 1 | 43 | 2 | 233 | 10 |
| (1)Incluye datos de la Copa de Egipto (2013, 2015, 2016, 2016/17, 2018/19 y 2019/20) y Supercopa de Egipto (2014, 2015 y 2016). (2)Incluye datos de la Copa Confederación de la CAF (2015 y 2019/20), la Liga de Campeones de la CAF (2016 y 2017) y el Campeonato de Clubes Árabes (2017). |                  |                  |     |   |    |   |    |   |     |    |

### Selección nacional
| \| PJ \| Fecha \| Ciudad \| Local \| Resultado \| Visitante \| Competición \| Goles \| Asist. \| \| ----- \| ---------- \| --------------- \| -------------- \| --------- \| ----------------- \| -------------------------- \| ----- \| ------ \| \| 1. \| 15-11-2014 \| El Cairo \| Egipto \| 0–1 \| Senegal \| Clasif. Copa Africana 2015 \| 0 \| 0 \| \| 2. \| 19-11-2014 \| Monastir \| Túnez \| 2–1 \| Egipto \| Clasif. Copa Africana 2015 \| 0 \| 0 \| \| 3. \| 26-03-2015 \| El Cairo \| Egipto \| 2–0 \| Guinea Ecuatorial \| Amistoso \| 0 \| 0 \| \| 4. \| 29-01-2016 \| Asuán \| Egipto \| 2–0 \| Libia \| Amistoso \| 1 \| 0 \| \| 5. \| 04-06-2016 \| Dar es-Salam \| Tanzania \| 0–2 \| Egipto \| Clasif. Copa Africana 2017 \| 0 \| 0 \| \| 6. \| 30-08-2016 \| Alejandría \| Egipto \| 1–1 \| Guinea \| Amistoso \| 0 \| 0 \| \| 7. \| 06-9-2016 \| Soweto \| Sudáfrica \| 1–0 \| Egipto \| Amistoso \| 0 \| 0 \| \| 8. \| 10-09-2016 \| Brazaville \| Congo \| 1–2 \| Egipto \| Clasif. Copa Mundial 2018 \| 0 \| 0 \| \| 9. \| 13-11-2016 \| El Cairo \| Egipto \| 2–0 \| Ghana \| Clasif. Copa Mundial 2018 \| 0 \| 0 \| \| 10. \| 08-01-2017 \| El Cairo \| Egipto \| 1–0 \| Túnez \| Amistoso \| 0 \| 0 \| \| 11. \| 17-01-2017 \| Port-Gentil \| Malí \| 0–0 \| Egipto \| Copa Africana 2017 \| 0 \| 0 \| \| 12. \| 21-01-2017 \| Port-Gentil \| Egipto \| 1–0 \| Uganda \| Copa Africana 2017 \| 0 \| 0 \| \| 13. \| 25-01-2017 \| Port-Gentil \| Egipto \| 1–0 \| Ghana \| Copa Africana 2017 \| 0 \| 0 \| \| 14. \| 29-01-2017 \| Port-Gentil \| Egipto \| 1–0 \| Marruecos \| Copa Africana 2017 \| 0 \| 0 \| \| 15. \| 01-02-2017 \| Libreville \| Burkina Faso \| 1–1 \| Egipto \| Copa Africana 2017 \| 0 \| 0 \| \| 16. \| 05-02-2017 \| Libreville \| Egipto \| 1–2 \| Camerún \| Copa Africana 2017 \| 0 \| 0 \| \| 17. \| 12-06-2017 \| Radès \| Túnez \| 1–0 \| Egipto \| Clasif. Copa Africana 2019 \| 0 \| 0 \| \| 18. \| 12-11-2017 \| Kumasi \| Ghana \| 1–1 \| Egipto \| Clasif. Copa Mundial 2018 \| 0 \| 0 \| \| 19. \| 23-03-2018 \| Zúrich \| Portugal \| 2–1 \| Egipto \| Amistoso \| 0 \| 0 \| \| 20. \| 27-03-2018 \| Zúrich \| Egipto \| 0–1 \| Grecia \| Amistoso \| 0 \| 0 \| \| 21. \| 25-05-2018 \| Kuwait \| Kuwait \| 1–1 \| Egipto \| Amistoso \| 0 \| 0 \| \| 22. \| 06-06-2018 \| Bruselas \| Bélgica \| 3–0 \| Egipto \| Amistoso \| 0 \| 0 \| \| 23. \| 15-06-2018 \| Ekaterimburgo \| Egipto \| 0–1 \| Uruguay \| Copa Mundial 2018 \| 0 \| 0 \| \| 24. \| 19-06-2018 \| San Petersburgo \| Rusia \| 3–1 \| Egipto \| Copa Mundial 2018 \| 0 \| 0 \| \| 25. \| 25-06-2018 \| Volgogrado \| Arabia Saudita \| 2–1 \| Egipto \| Copa Mundial 2018 \| 0 \| 0 \| \| 26. \| 12-10-2018 \| El Cairo \| Egipto \| 4–1 \| Suazilandia \| Clasif. Copa Africana 2019 \| 0 \| 0 \| \| 27. \| 23-03-2019 \| Niamey \| Níger \| 1–1 \| Egipto \| Clasif. Copa Africana 2019 \| 0 \| 0 \| \| Total \| \| Presencias \| 27 \| \| \| Goles y asistencias \| 1 \| 0 \| |            |                 |                |           |                   |                            |       |        |
| PJ | Fecha      | Ciudad          | Local          | Resultado | Visitante         | Competición                | Goles | Asist. |
| 1. | 15-11-2014 | El Cairo        | Egipto         | 0–1       | Senegal           | Clasif. Copa Africana 2015 | 0     | 0      |
| 2. | 19-11-2014 | Monastir        | Túnez          | 2–1       | Egipto            | Clasif. Copa Africana 2015 | 0     | 0      |
| 3. | 26-03-2015 | El Cairo        | Egipto         | 2–0       | Guinea Ecuatorial | Amistoso                   | 0     | 0      |
| 4. | 29-01-2016 | Asuán           | Egipto         | 2–0       | Libia             | Amistoso                   | 1     | 0      |
| 5. | 04-06-2016 | Dar es-Salam    | Tanzania       | 0–2       | Egipto            | Clasif. Copa Africana 2017 | 0     | 0      |
| 6. | 30-08-2016 | Alejandría      | Egipto         | 1–1       | Guinea            | Amistoso                   | 0     | 0      |
| 7. | 06-9-2016  | Soweto          | Sudáfrica      | 1–0       | Egipto            | Amistoso                   | 0     | 0      |
| 8. | 10-09-2016 | Brazaville      | Congo          | 1–2       | Egipto            | Clasif. Copa Mundial 2018  | 0     | 0      |
| 9. | 13-11-2016 | El Cairo        | Egipto         | 2–0       | Ghana             | Clasif. Copa Mundial 2018  | 0     | 0      |
| 10. | 08-01-2017 | El Cairo        | Egipto         | 1–0       | Túnez             | Amistoso                   | 0     | 0      |
| 11. | 17-01-2017 | Port-Gentil     | Malí           | 0–0       | Egipto            | Copa Africana 2017         | 0     | 0      |
| 12. | 21-01-2017 | Port-Gentil     | Egipto         | 1–0       | Uganda            | Copa Africana 2017         | 0     | 0      |
| 13. | 25-01-2017 | Port-Gentil     | Egipto         | 1–0       | Ghana             | Copa Africana 2017         | 0     | 0      |
| 14. | 29-01-2017 | Port-Gentil     | Egipto         | 1–0       | Marruecos         | Copa Africana 2017         | 0     | 0      |
| 15. | 01-02-2017 | Libreville      | Burkina Faso   | 1–1       | Egipto            | Copa Africana 2017         | 0     | 0      |
| 16. | 05-02-2017 | Libreville      | Egipto         | 1–2       | Camerún           | Copa Africana 2017         | 0     | 0      |
| 17. | 12-06-2017 | Radès           | Túnez          | 1–0       | Egipto            | Clasif. Copa Africana 2019 | 0     | 0      |
| 18. | 12-11-2017 | Kumasi          | Ghana          | 1–1       | Egipto            | Clasif. Copa Mundial 2018  | 0     | 0      |
| 19. | 23-03-2018 | Zúrich          | Portugal       | 2–1       | Egipto            | Amistoso                   | 0     | 0      |
| 20. | 27-03-2018 | Zúrich          | Egipto         | 0–1       | Grecia            | Amistoso                   | 0     | 0      |
| 21. | 25-05-2018 | Kuwait          | Kuwait         | 1–1       | Egipto            | Amistoso                   | 0     | 0      |
| 22. | 06-06-2018 | Bruselas        | Bélgica        | 3–0       | Egipto            | Amistoso                   | 0     | 0      |
| 23. | 15-06-2018 | Ekaterimburgo   | Egipto         | 0–1       | Uruguay           | Copa Mundial 2018          | 0     | 0      |
| 24. | 19-06-2018 | San Petersburgo | Rusia          | 3–1       | Egipto            | Copa Mundial 2018          | 0     | 0      |
| 25. | 25-06-2018 | Volgogrado      | Arabia Saudita | 2–1       | Egipto            | Copa Mundial 2018          | 0     | 0      |
| 26. | 12-10-2018 | El Cairo        | Egipto         | 4–1       | Suazilandia       | Clasif. Copa Africana 2019 | 0     | 0      |
| 27. | 23-03-2019 | Niamey          | Níger          | 1–1       | Egipto            | Clasif. Copa Africana 2019 | 0     | 0      |
| Total |            | Presencias      | 27             |           |                   | Goles y asistencias        | 1     | 0      |

## Palmarés

### Campeonatos nacionales
- 1 Premier League de Egipto: 2014/15
- 2 Copas de Egipto: 2015, 2016
- 1 Supercopa de Egipto: 2016
- 2 Subcampeonatos Copa de Egipto: 2014 y 2018/19

### Campeonatos internacionales
- 1 Subcampeonato Liga de Campeones de la CAF: 2016
- 1 Subcampeonato Copa Africana de Naciones: 2017